# DR-Baureihe 97.4 (1942)
Die Fahrzeuge der DR-Baureihe 97.4 waren Zahnrad-Tenderlokomotiven der Deutschen Reichsbahn, die für den Einsatz auf der Erzbergbahn in der Steiermark konzipiert worden waren. Von den Österreichischen Bundesbahnen (ÖBB) erhielten die zwei gebauten Fahrzeuge später die Reihenbezeichnung 297. Sie wurden von der Lokomotivfabrik Floridsdorf gefertigt.

## Geschichte
1942 wurden nach langer Entwicklungszeit zwei Exemplare einer Dampflokomotive für die Erzbergbahn geliefert, welche die Vorgängerreihen 69 und 269 an Leistung übertrafen. Die neue Reihe hatte die Achsanordnung 1’F1’ (das ist je eine vor- und nachlaufende Achse und dazwischen sechs gekuppelte Treibachsen) und war als „Reihe 369“ der BBÖ, als Vorgänger der heutigen Österreichischen Bundesbahnen (ÖBB), vorgesehen. Da die BBÖ inzwischen durch die Deutsche Reichsbahn übernommen worden war, wurde als (deutsche) Baureihenbezeichnung 97.4 gewählt – in zweiter Besetzung, die Reihenbezeichnung war bereits einmal für die mittlerweile verkaufte DR 97 401 verwendet worden – und den Lokomotiven die Betriebsnummern 97 401–402 gegeben.
Obwohl die Maschinen die dreifache Leistung der ursprünglichen Erzbergbahnlokomotiven Baureihe 97 aufwiesen, befriedigten sie nicht. Es traten laufend technische Gebrechen auf, die lange Aufenthalte in der Hauptwerkstätte zur Folge hatten. Auch konnten die Maschinen wegen ihrer Masse und der nicht vorhandenen, für die Leistung aber notwendigen Verstärkung der Zahnstange nur auf der Erzberg-Südrampe zwischen Vordernberg und dem Erzberg eingesetzt werden.
Bereits 1949 wurde die 97 402 abgestellt und als Ersatzteilspender verwendet. Bei den ÖBB bekamen die zweite Lokomotive 1953 die Nummer 297.401 zugewiesen. Diese Lok war noch bis 1964 in Betrieb.
Die Type war die stärkste, jedoch auch aufwändigste Zahnraddampflokomotive der Welt. 1968 wurden beide Maschinen ausgemustert, die 297.401 steht seit 1976 als Denkmal in Vordernberg.

## Technische Merkmale
Im Unterschied zu den bisherigen Erzbergbahn-Lokomotiven war diese Lokomotive als Heißdampflokomotive ausgelegt. Der Kessel hatte einen Heinl-Mischvorwärmer. 1958 erhielt die 297.401 einen Giesl-Ejektor. Das äußere Triebwerk trieb die dritte Kuppelachse an. Die beiden, zwischen der dritten und vierten Kuppelachse angeordneten Zahnräder wurden über die geneigt liegenden, in Schweißbauweise erstellten Innenzylinder über ein Vorgelege angetrieben. Die beiden Laufachsen waren als Adamsachse ausgeführt, sie konnten sich um 95 mm seitlich bewegen. Der erste Kuppelradsatz hatte ein Seitenspiel von 25 mm, die sechste Achse eines von 23 mm. Die Spurkänze der dritten und vierten Achse waren geschwächt, so wurde ein zwangfreier Bogenlauf gewährleistet. Die Aufbauten waren durchgehend verkleidet. 

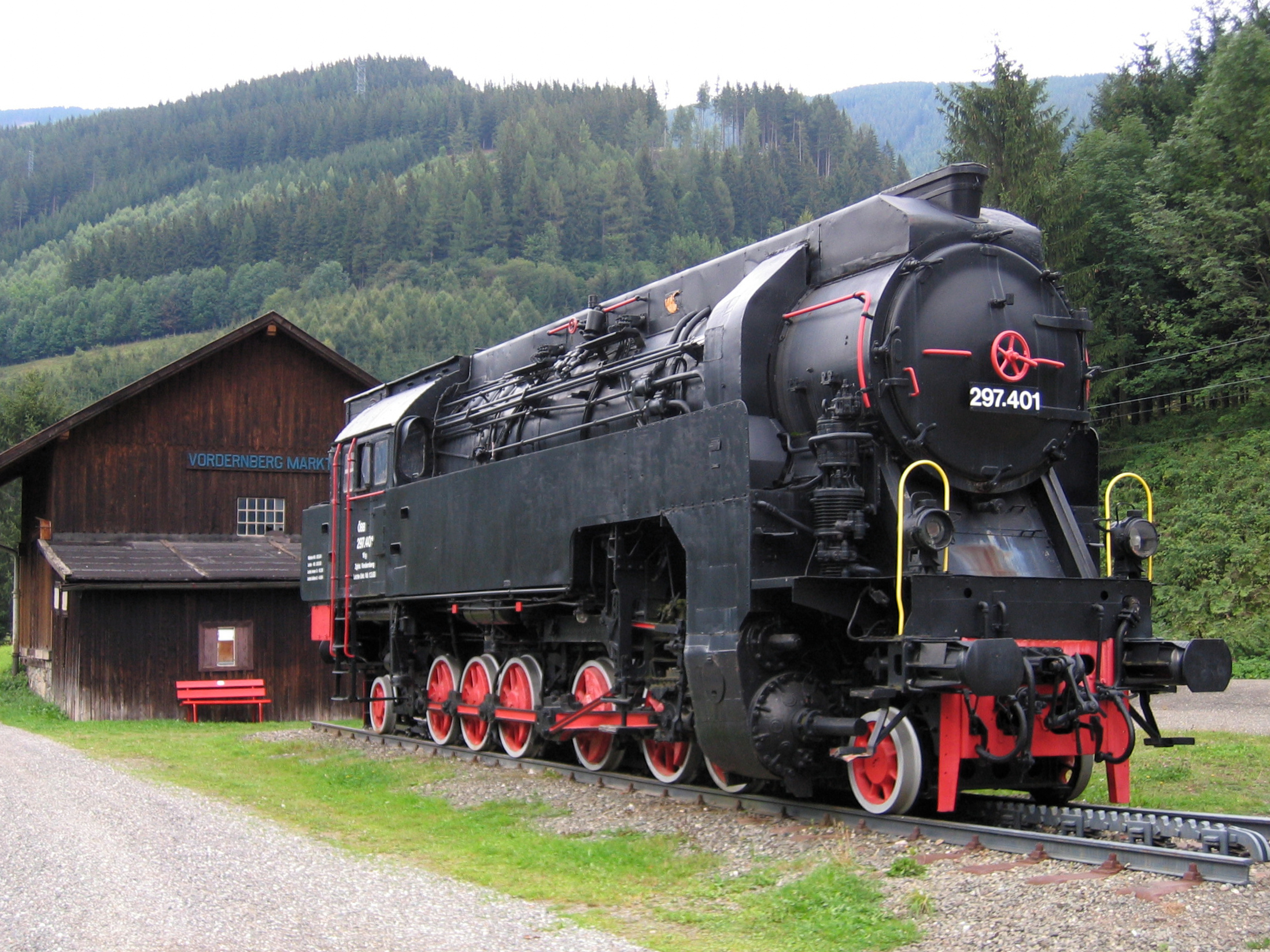
297.401, rechte Seite